# Koninklijke Nederlandse Doven Sport Bond
De Koninklijke Nederlandse Doven Sport Bond (KNDSB) is een Nederlandse sportbond voor doven en slechthorenden en personen die affiniteit hebben met doven en slechthorenden. De bond werd op 4 april 1926 opgericht.

## Organisatie
Het hoofdkantoor van de KNDSB is in Bilthoven gehuisvest. Het bestuur bestaat uit vijf personen.
Bij de KNDSB zijn vele sporttakken vertegenwoordigd. Hieronder staat een opsomming van diverse sporten die binnen een georganiseerd verband mogelijk zijn voor doven en slechthorenden. Sommige sporttakken zijn vertegenwoordigd met een eigen afdelingsbestuur. Andere sporttakken hebben een contactpersoon. Deze sporten worden landelijk aangeboden door verschillende sportverenigingen, speciaal voor doven en slechthorenden.
- KNDSB afdeling Atletiek
- KNDSB afdeling Bowling
- KNDSB afdeling Darten
- KNDSB afdeling Golf,
- KNDSB afdeling Judo
- KNDSB afdeling Schaken
- KNDSB afdeling Sportschieten
- KNDSB afdeling Squash
- KNDSB afdeling Tennis
- KNDSB afdeling Voetbal, sporttakken: zaalvoetbal en veldvoetbal
- KNDSB afdeling Volleybal
- KNDSB afdeling Zwemmen